# Elaphria rasilis
Elaphria rasilis là một loài bướm đêm trong họ Noctuidae.